# Mauro Berrueto Ramón
Mauro Berrueto Ramón (Agujita, Coahuila, 7 de febrero de 1908-3 de agosto de 1977) fue un político mexicano, miembro del Partido Revolucionario Institucional (PRI). Fue diputado federal de 1964 a 1967.

## Biografía
Realizó sus estudios de primaria en las localidades de Nava y Lampacitos, y la secundaria y la normal en la Escuela Normal de Coahuila, de donde egresó como maestro normalista en 1928. Posteriormente realizó estudios en la Escuela Normal Superior y en la Facultad de Filosofía y Letras de la Universidad Nacional Autónoma de México (UNAM) en la Ciudad de México. Su hermano Federico Berrueto Ramón fue diputado federal y senador, y su sobrino Eliseo Mendoza Berrueto, fue gobernador de Coahuila de 1987 a 1993.
Se desempeñó como inspector escolar federal en Monterrey, Nuevo León de 1935 a 1939, en Heroica Nogales, Sonora de 1939 a 1940, y en el estado de Coahuila de 1940 a 1947. Fue síndico del ayuntamiento del municipio de Saltillo de 1943 a 1945 que presidió Ignacio Cepeda Dávila, agente del Banco Nacional de Crédito Ejidal en Coahuila de 1948 a 1952, y director de Agricultura y Ganadería de Coahuila de 1952 a 1954, nombrado por el gobernador Román Cepeda Flores. A partir de 1948 se dedicó también a actividades agropecuarias en un rancho de su propiedad.
Fue secretario de Organización del comité estatal del PRI, y coordinador general de la campaña presidencial de Gustavo Díaz Ordaz en Coahuila en 1964. Ese mismo año fue postulado candidato del PRI a diputado federal por el Distrito 4 de Coahuila, logró el triunfo derrotando a sus competidores, entre los que estuvo postulada por el Partido Auténtico de la Revolución Mexicana (PARM), Argentina Blanco Fuentes —hermana de Lucio Blanco—, para XLVI Legislatura que terminó en 1967. En ella fue integrante de la comisión de la Industria de la Televisión.
Falleció el día 3 de agosto de 1977.